# Abdulla Baba Fatadi
Abdulla Baba Fatadi (Lagos, Nigeria; 2 de noviembre de 1985), nacido como Babatunde Fatai, es un exfutbolista de Baréin que jugaba en la posición de centrocampista.

## Carrera

### Club
| Periodo   | Club                      |
| --------- | ------------------------- |
| 2002-2004 | Al-Najma Club             |
| 2004-2006 | Al-Ahli Manama            |
| 2006-2008 | Muharraq Club             |
| 2008–2009 | Al-Kharitiyath SC         |
| 2009–2010 | Neuchâtel Xamax           |
| 2010–2011 | Al-Ittihad Kalba SC       |
| 2011      | Al-Qadisiyah FC           |
| 2011–2012 | Al Jahra SC               |
| 2012–2013 | Al-Shoulla FC             |
| 2013-2015 | Hidd SCC                  |
| 2015-2016 | Al-Mesaimeer SC           |
| 2016-2018 | Hidd SCC                  |
| 2016-2017 | → Al-Markhiya SC (cedido) |

### Selección nacional
Jugó para Baréin en 46 ocasiones de 2006 a 2012 y anotó 10 goles; participó en dos ediciones de la Copa Asiática y en los Juegos Asiáticos de 2006.

## Logros
- Liga Premier de Baréin (2): 2006-07, 2007-08
- Copa del Rey de Baréin (1): 2008
- Copa Príncipe de la Corona de Baréin (3): 2006, 2007, 2008
- Supercopa de Baréin (1): 2006
- Segunda División de Catar (1): 2016-17
- Copa AFC (1): 2008